# Quốc vương (phim 2019)
Quốc vương (tựa gốc tiếng Anh: The King) là một bộ phim đề tài lịch sử năm 2019, phỏng theo một số vở kịch thuộc tuyển tập "Henriad" của William Shakespeare. Bộ phim được đạo diễn bởi David Michôd và do ông cùng Joel Edgerton đồng biên kịch, với sự tham gia diễn xuất của Timothée Chalamet, Joel Edgerton, Sean Harris, Lily-Rose Depp, Robert Pattinson, Rachel O'Shaughnessy và Ben Mendelsohn.
Quốc vương có buổi công chiếu đầu tiên trên thế giới tại Liên hoan phim Venezia vào ngày 2 tháng 9 năm 2019 và sau đó xuất hiện tại một số rạp chiếu nhất định vào ngày 11 tháng 10 năm 2019. Ngày 1 tháng 11 năm 2019, phim được phát hành trên nền tảng xem phim trả phí Netflix.

## Nội dung
Henry, Thân vương xứ Wales (thường được những người thân cận gọi là "Hal"), là con trai cả của vua Henry IV của Anh. Mối quan hệ giữa hai người lạnh nhạt khi Hal giống như thể một đứa con bị bỏ quên trong mắt Henry IV. Hal không hề để tâm đến các mưu đồ chinh chiến của vua cha cũng như việc thừa kế ngôi báu, mà suốt ngày chỉ biết chè chén, gái gú và chơi đùa cùng hầu cận John Falstaff ở những xó xỉnh của Eastcheap. Nhà vua cho mời Hal vào triều và tuyên bố rằng em trai Thomas của anh sẽ thay anh kế thừa ngai vàng. Thomas được phái đi dẹp cuộc nổi loạn của Hotspur nhưng bỗng dưng trở thành người thừa khi Hal xuất hiện và thách đấu tay đôi với Hotspur. Cuộc đấu kiếm biến thành trận đấu vật và cuối cùng Hal lấy mạng đối thủ bằng một con dao găm. Dù chiến thắng của Hal đã chấm dứt trận chiến mà cả hai phe không cần phải đổ máu thêm, Thomas tức giận cho rằng mọi vinh quang đã bị Hal độc chiếm. Không lâu sau đó, Thomas tử trận khi dẫn đầu đoàn quân tới xứ Wales.
Henry IV băng hà trên giường bệnh trước sự chứng kiến của Hal. Anh sau đó lên ngôi và trở thành quốc vương Henry V, cùng với quyết tâm sẽ không trở thành một vị vua giống như cha mình khi thiết lập mối quan hệ hữu nghị và hòa giải với những kẻ thù khi xưa của cha, dù hành động này của anh bị cho là hèn nhát. Trong bữa tiệc đăng quang của Hal, Dauphin nước Pháp gửi cho anh quà mừng là một quả bóng với hàm ý xúc phạm và coi thường. Tuy nhiên, Hal chọn cách ghi nhận món quà này như một tấm gương phản chiếu chân thực thời niên thiếu của anh trước khi lên ngôi vua. Em gái anh, Philippa, hiện là vương hậu Đan Mạch, cảnh báo anh rằng các quý tộc của vương thất nước nào cũng có những âm mưu riêng và sẽ không bao giờ để lộ hoàn toàn ý định thực sự của họ.
Khi bị Hal tra khảo, tay sát thủ suýt lấy mạng anh khai rằng người phái hắn đi là vua Charles VI của Pháp. Các gián điệp của Pháp với mục đích truyền bá lý tưởng vì nước Pháp, đã tiếp cận hai quý tộc người Anh là Cambridge và Grey. Hai vị này bị thuyết phục và lung lay niềm tin vào Hal, vị vua còn non trẻ, nên họ gặp mặt Chánh án của Hal, William Gascoigne, để bày tỏ mối lo ngại. Được Gascoigne khuyên rằng cần phải thể hiện sức mạnh để thống nhất nước Anh, Hal đã chứng tỏ uy quyền của mình bằng việc tuyên bố chiến tranh với Pháp, đồng thời cũng lấy đầu hai kẻ phản nghịch Cambridge và Gray. Anh cho gọi Falstaff và chỉ định ông làm chiến lược gia trưởng của mình vì Falstaff là người duy nhất anh thực sự tin tưởng.
Dưới sự chỉ huy của Hal và nguyên soái Falstaff, đoàn thuyền của quân đội Anh ra khơi để đến Pháp. Giành thắng lợi khi bao vây Harfleur, họ định tiếp tục chiến dịch nhưng bị theo dõi bởi Dauphin, người liên tục cố gắng khiêu khích Hal. Khi đội tiên phong của quân Anh bắt gặp lực lượng vô cùng hùng hậu mà Pháp chuẩn bị để đấu với họ, chỉ huy Dorset khuyên Hal nên rút lui vì sự vượt trội của đối thủ, nhưng Falstaff lại đề xuất một chiến lược để đánh lừa kẻ địch: dụ chúng lao thẳng vào trận địa ngập bùn, nơi áo giáp và chiến mã nặng nề của quân Pháp sẽ khiến chúng bị lún sâu xuống mặt đất mềm oặt. Sau đó, các cung thủ của Anh sẽ tấn công kẻ địch và đội quân ẩn trong cánh rừng gần đó sẽ lao ra bao vây chúng.
Hal đến gặp Dauphin và đề nghị cả hai sẽ cùng đấu tay đôi để định đoạt kết quả của toàn trận chiến, nhưng Dauphin từ chối. Trận Agincourt nổ ra với Hal trực tiếp tham gia chiến đấu. Chiến lược đánh lừa kẻ địch của Falstaff thành công và quân Anh đã hoàn toàn đánh bại quân Pháp. Hal ra lệnh xử tử tất cả các tù nhân Pháp bị bắt trước đó vì lo ngại chúng sẽ hợp nhau lại, việc mà Falstaff từ chối thực thi khi trận chiến chưa bắt đầu.
Sau chiến thắng quyết định, quân Anh tiếp tục tiến sâu hơn vào lãnh thổ Pháp. Khi Hal đến, vua Charles VI liền đầu hàng và sẵn sàng gả con gái của ông cho anh, Catherine của Pháp. Hal cùng vương hậu mới của mình trở về Anh để ăn mừng chiến công. Khi hai người có một cuộc đối thoại, Catherine nói rằng quyết định xâm lược Pháp của Hal là sai lầm. Theo cô, trên thực tế Pháp không hề gửi tên sát thủ nào, cũng như cha và anh trai cô, tức Dauphin, chưa từng làm gì mạo phạm đến Hal. Cô chỉ trích việc Hal đã lệ thuộc vào cảm tính của kẻ khác, thứ mà anh vốn không tin vào khi cuộc chiến mới bắt đầu. Hal nhận ra rằng sự sỉ nhục và hành động gây hấn với nước Anh của Pháp thực chất là do Gascoigne dàn dựng để đẩy anh vào những cuộc chiến. Hal liền tìm gặp Gascoigne để chất vấn. Sau khi xác nhận những nghi ngờ của mình và nghe Gascoigne không hổ thẹn mà nói rằng chỉ có thắng trận mới đem lại hòa bình, trong cơn giận dữ, Hal lạnh lùng ra tay giết chết ông ta. Quay lại chỗ Catherine, Hal yêu cầu vương hậu của mình hứa sẽ luôn thành thật về mọi chuyện với anh.

## Diễn viên
- Timothée Chalamet trong vai Quốc vương Henry "Hal" V
- Joel Edgerton trong vai Falstaff
- Robert Pattinson trong vai Dauphin
- Sean Harris trong vai William Gascoigne
- Thomasin McKenzie trong vai Vương hậu Đan Mạch Phillippa
- Ben Mendelsohn trong vai Quốc vương Henry IV
- Tom Glynn-Carney trong vai Henry "Hotspur" Percy
- Lily-Rose Depp trong vai Vương nữ Catherine
- Dean-Charles Chapman trong vai Thomas
- Thibault de Montalembert trong vai Quốc vương Charles VI
- Edward Ashley trong vai Cambridge
- Stephen Fewell trong vai bá tước Grey
- Tara Fitzgerald trong vai Hooper
- Andrew Havill trong vai tổng Giám mục Canterbury
- Tom Fisher trong vai Northumberland
- Ivan Kaye trong vai bá tước Scrope
- Steven Elder trong vai Dorset
- Philip Rosch trong vai Lord Chamberlain
- Gergely Szűcs trong vai thợ rèn sắt
- Tom Lacroix trong vai Gilrich
- Jeremy Chevillotte trong vai bá tước Pháp Steward
- Viktor Balogh trong vai cung thủ Anh
- Rachel O'Shaughnessy trong vai Elizabeth

## Sản xuất

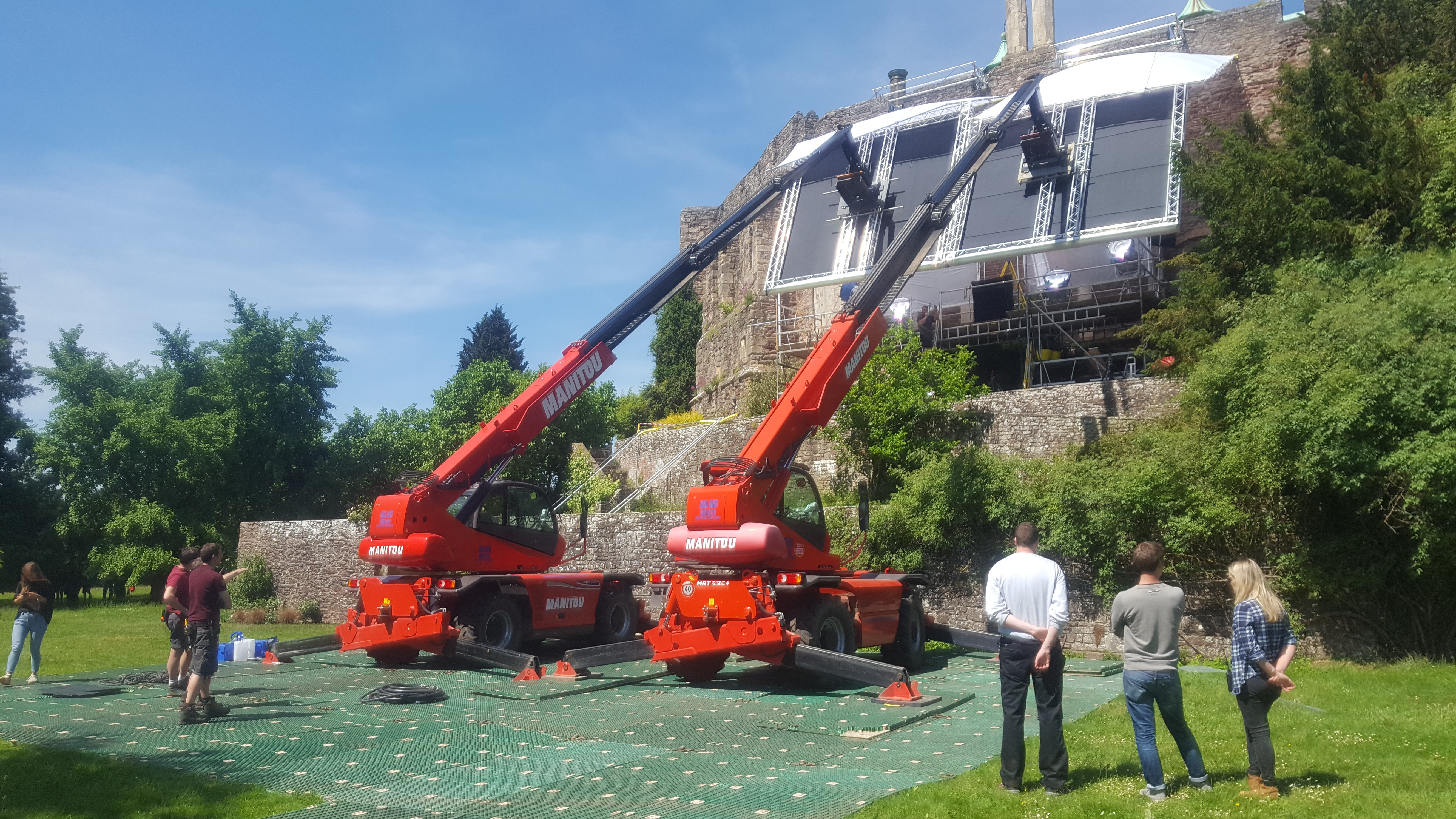
Địa điểm ghi hình tại lâu đài Berkeley, Gloucestershire, Anh.

Năm 2013, báo chí tiết lộ Joel Edgerton và David Michôd đã bắt tay để chuyển thể của các vở kịch thuộc tuyển tập "Henriad" của Shakespeare, đó là Henry IV, phần 1 & 2 và Henry V cho hãng phim Warner Bros. Vào tháng 9 năm 2015, thông báo đưa ra rằng Michôd sẽ giữ vai trò chỉ đạo dự án, Warner Bros. sản xuất và phân phối, còn công ty Lava Bear cũng sẽ tham gia sản xuất bộ phim.
Tháng 2 năm 2018, Timothée Chalamet được công bố sẽ vào vai chính; Brad Pitt, Dede Gardner và Jeremy Kleiner là các nhà sản xuất, cùng với đó là Liz Watts với tư cách đại diện cho Plan B Entertainment. Cuối cùng, Netflix đã phân phối bộ phim thay vì Warner Bros.. Tháng 3 năm 2018, Joel Edgerton là diễn viên tiếp theo được xác nhận, sau đó là sự tham gia của Robert Pattinson, Ben Mendelsohn, Sean Harris, Lily-Rose Depp, Tom Glynn-Carney và Thomasin McKenzie vào tháng 5 năm 2018, còn Dean-Charles Chapman gia nhập dàn diễn viên vào tháng 6.

### Quay phim
Quá trình ghi hình của Quốc vương bắt đầu vào ngày 1 tháng 6 năm 2018 và đóng máy vào ngày 24 tháng 8. Bộ phim được quay trên khắp nước Anh và thị trấn Szilvásvárad, Hungary. Nhiều phân cảnh đã diễn ra tại lâu đài Berkeley ở Gloucestershire, Anh, cùng với đó là nhà thờ Lincoln thay thế cho Tu viện Westminster, nơi Hal đăng quang.

## Phát hành
Quốc vương có buổi ra mắt toàn cầu tại Liên hoan phim Venice vào ngày 2 tháng 9 năm 2019. Ngày 3 tháng 10 năm 2019, phim xuất hiện ở Liên hoan phim London BFI và sau đó có một số suất chiếu giới hạn vào ngày 11 tháng 10 năm 2019. Vào ngày 1 tháng 11 năm 2019, tác phẩm chính thức được phát hành trực tuyến trên nền tảng Netflix.

## Đón nhận

### Đánh giá chuyên môn
Trên hệ thống tổng hợp kết quả đánh giá Rotten Tomatoes, Quốc vương có tỉ lệ đánh giá tích cực là 71% dựa trên 136 nhận xét, với số điểm trung bình là 6,56/10. Phần đánh giá chung của phim trên trang web này có nội dung: "Mặc dù một vài phân đoạn của Quốc vương có chút thua kém so với tổng thể ấn tượng của nó, nguồn tư liệu mang âm hưởng hào hùng và diễn xuất đầy thu hút giúp cho tác phẩm trở thành một bộ phim đề tài lịch sử rất đáng xem." Trên trang Metacritic, số điểm trung bình của bộ phim là 62/100 dựa trên nhận xét của 38 nhà phê bình, cho thấy "các đánh giá nhìn chung là tích cực".

### Giải thưởng
| Giải thưởng              | Ngày trao giải       | Hạng mục                                      | Đề cử cho                                                                       | Kết quả   | Chú thích |
| ------------------------ | -------------------- | --------------------------------------------- | ------------------------------------------------------------------------------- | --------- | --------- |
| Giải AACTA               | 4 tháng 12 năm 2019  | Phim hay nhất                                 | Brad Pitt, Dede Gardner, Jeremy Kleiner, Liz Watts, David Michôd, Joel Edgerton | Đề cử     | [ 27 ]    |
| Giải AACTA               | 4 tháng 12 năm 2019  | Đạo diễn xuất sắc nhất                        | David Michôd                                                                    | Đề cử     | [ 27 ]    |
| Giải AACTA               | 4 tháng 12 năm 2019  | Nam diễn viên chính xuất sắc nhất             | Timothée Chalamet                                                               | Đề cử     | [ 27 ]    |
| Giải AACTA               | 4 tháng 12 năm 2019  | Nam diễn viên phụ xuất sắc nhất               | Joel Edgerton                                                                   | Đoạt giải | [ 27 ]    |
| Giải AACTA               | 4 tháng 12 năm 2019  | Nam diễn viên phụ xuất sắc nhất               | Ben Mendelsohn                                                                  | Đề cử     | [ 27 ]    |
| Giải AACTA               | 4 tháng 12 năm 2019  | Quay phim xuất sắc nhất                       | Adam Arkapaw                                                                    | Đoạt giải | [ 27 ]    |
| Giải AACTA               | 4 tháng 12 năm 2019  | Biên tập xuất sắc nhất                        | Peter Sciberras                                                                 | Đề cử     | [ 27 ]    |
| Giải AACTA               | 4 tháng 12 năm 2019  | Âm thanh xuất sắc nhất                        | Robert Mackenzie, Sam Petty, Gareth John, Leah Katz, Mario Vacarro, Tara Webb   | Đề cử     | [ 27 ]    |
| Giải AACTA               | 4 tháng 12 năm 2019  | Dàn dựng bối cảnh xuất sắc nhất               | Fiona Crombie, Alice Felton                                                     | Đoạt giải | [ 27 ]    |
| Giải AACTA               | 4 tháng 12 năm 2019  | Trang phục đẹp nhất                           | Jane Petrie                                                                     | Đoạt giải | [ 27 ]    |
| Giải AACTA               | 4 tháng 12 năm 2019  | Kịch bản xuất sắc nhất                        | David Michôd, Joel Edgerton                                                     | Đề cử     | [ 27 ]    |
| Giải AACTA               | 4 tháng 12 năm 2019  | Tóc và trang điểm đẹp nhất                    | Alessandro Bertolazzi                                                           | Đề cử     | [ 27 ]    |
| Giải AACTA               | 4 tháng 12 năm 2019  | Tuyển vai xuất sắc nhất                       | Des Hamilton, Francine Maisler                                                  | Đề cử     | [ 27 ]    |
| Giải AACTA               | 4 tháng 1 năm 2020   | Phim quốc tế hay nhất                         | Brad Pitt, Dede Gardner, Jeremy Kleiner, Liz Watts, David Michôd, Joel Edgerton | Đề cử     | [ 28 ]    |
| Giải Âm nhạc Hollywood   | 20 tháng 11 năm 2019 | Âm thanh trong phim điện ảnh xuất sắc nhất    | Nicholas Britell                                                                | Đề cử     | [ 29 ]    |
| Hội Phê bình phim London | 30 tháng 1 năm 2020  | Nam diễn viên người Anh/Ireland xuất sắc nhất | Robert Pattinson                                                                | Đoạt giải | [ 30 ]    |

## Tính xác thực lịch sử
Bộ phim phỏng theo một số tác phẩm của đại thi hào người Anh Shakespeare, do đó có chứa nhiều chi tiết phi lịch sử và thiếu khách quan do tác giả sáng tạo ra, trong đó có việc giới thiệu các nhân vật và tình tiết hoàn toàn hư cấu cũng như sự thay đổi tính cách của những nhân vật lịch sử có thật, đặc biệt là Henry V. Nhân vật dưới ngòi bút sáng tạo được miêu tả là một người thường xuyên say xỉn, ủ dột và vô trách nhiệm, còn ngoài đời thực ông đánh trận và có kinh nghiệm chinh chiến nhiều đến nỗi từng suýt bỏ mạng vì bị trúng mũi tên vào mặt, chi tiết được các nhà làm phim tái hiện tinh tế bằng một vết sẹo lớn trên khuôn mặt nhân vật. Giống như những vở kịch của Shakespeare, bộ phim chịu sự chỉ trích của các nhà sử học, trong đó có Christophe Gilliot, giám đốc bảo tàng Azincourt 1415 ở Pháp, khi ông cho rằng nó có "khuynh hướng bài trừ Pháp". Dưới đây là một danh sách không đầy đủ về những chi tiết quan trọng trong phim có sự không tương đồng với thực tế lịch sử, theo sử gia Christophe Gilliot:
- Vua Henry V không phải là người theo chủ nghĩa nhân văn hay hòa bình. Trên thực tế, ông nổi tiếng hiếu chiến, hung dữ và độc ác. Cuộc tấn công vào Pháp không phải là kết quả của âm mưu chống lại nhà vua mà là đường lối đối ngoại tổ tiên ông để lại: muốn giành quyền cai quản nước Pháp. Sau khi trận Agincourt kết thúc, ông đã cho xử tử tất cả các tù nhân Pháp, đa số họ hoặc bị nhốt chung vào lồng và thiêu sống, hoặc bị chém đầu hay đập nát sọ bằng vật cứng. Ông cũng khiến người dân tỉnh Rouen, Pháp chết đói trong cuộc bao vây thành phố từ tháng 7 năm 1418 đến tháng 1 năm 1419: 35.000 người đã thiệt mạng chỉ trong vòng sáu tháng.
- Henry V không giết William Gascoigne nhưng đã sa thải ông ngay khi lên ngôi vì cho rằng Gascoigne quá thân cận với cha mình.
- Henry V không bao giờ từ bỏ trách nhiệm của mình với tư cách là Thân vương xứ Wales, cũng như không phải do cái chết của người em trai mà ông buộc phải lên ngôi. Ngoài ra, em trai ông không bỏ mạng ở xứ Wales mà ở Pháp, tám năm sau khi Henry V đăng quang.
- Dauphin nước Pháp–Louis xứ Guyenne vốn không hề xuất hiện trong cuộc bao vây Harfleur cũng như trong trận Agincourt. Ngoài ra, phiên bản điện ảnh của nhân vật do Robert Pattinson thủ vai cũng khác xa với thực tế. Trong phim, Dauphin được miêu tả như một kẻ kiêu ngạo, ngớ ngẩn và tàn ác, còn trên thực tế anh là một chàng trai trẻ ngoan đạo và ốm yếu, ngoài ra, chỉ hai tháng sau trận Agincourt, anh qua đời ở tuổi 18 vì bệnh tật.
- Trận Agincourt không diễn ra ở một ngọn đồi xanh mướt như trong phim mà là trên một dải đất hẹp trống trải giữa rừng. Ngoài ra, chính quân Anh là phe nắm giữ lợi thế chứ không phải quân Pháp như những gì bộ phim cho thấy.